# Хассан Кадеш
Хассан Кадеш (араб. حسن كادش, нар. 6 вересня 1992) — саудівський футболіст, захисник клубу «Аль-Гіляль» і збірної Саудівської Аравії.

## Клубна кар'єра
Вихованець саудівського клубу «Аль-Іттіфак». 2 серпня 2012 року він дебютував у саудівській Про-лізі, вийшовши в основному складі в домашньому матчі проти «Аль-Вахди». 1 листопада 2013 року Кадеш забив свій перший гол в рамках чемпіонату, зрівнявши рахунок у гостьовій грі з «Аль-Іттіхадом». У 2014 році «Аль-Іттіфак» вилетів з Про-ліги, і наступні два роки футболіст провів разом з ним в Першому дивізіоні.
У 2016 році команда повернулася в еліту саудівського футболу, а через рік Хассан Кадеш перейшов у іменитий «Аль-Гіляль». З цією командою у 2018 році він виграв чемпіонат і Суперкубок Саудівської Аравії, а наступного року став переможцем Ліга чемпіонів АФК, завдяки чому отримав право зіграти на клубному чемпіонаті світу 2019 року в Катарі.

## Кар'єра в збірній
10 січня 2017 року Хассан Кадеш дебютував у складі збірної Саудівської Аравії, вийшовши в основному складі у товариській грі з командою Словенії, яка проходила в ОАЕ.

## Досягнення

### Національні
- Саудівська Про-ліга:
  -  Чемпіон (2): 2017/18, 2024/25

- Суперкубок Саудівської Аравії:
  -  Володар (1): 2018

- Королівський кубок Саудівської Аравії:
  -  Володар (1): 2024/25

### Міжнародні
- Ліга чемпіонів АФК:
  -  Володар (1): 2019